# 周瑞夫
周瑞夫，美國空軍退役中將、前美國駐華大使館武官，在36年軍旅生涯內的經驗包括飛行員、作戰及飛行訓練隊長、國防部與聯合參謀部部員，以及首都空軍部隊和北大西洋公約組織部隊的司令職位，此外還曾派赴土耳其、義大利、韓國、英國及沙烏地阿拉伯等海外地區。
周瑞夫於1976年入伍空軍，最初分發到航空工程單位，之後才轉調飛行部隊，歷任戰機駕駛、飛行教官、作戰官、中隊長及大隊長等勤務，並於波斯灣戰爭期間前往灣區支援戰事。此後的他還從事過數項國際軍事交流工作，先是於2001年－2003年間以聯隊長身份負責歐洲及北約盟邦的飛行員聯合訓練計畫，2004年晉升准將後，又出任美國駐華國防武官和空軍部國際事務助理副次長。2008年至2013年的周瑞夫仍繼續升遷，以少將軍銜接掌了華盛頓空軍軍區，指揮首都地區的空軍活動，離任後昇為中將並調赴土耳其，兼任北約伊茲密爾盟軍航空司令及第16航空遠征特遣隊司令，任內亦成為利比亞內戰中的北約航空部隊指揮官。

## 生涯
周瑞夫出生於1955年，幼時與家人居住在紐澤西州的新米爾福德:2-3。由於他的孩提時代正值美國太空計畫高峰，再加上父親身為二戰海軍老兵，使其立志從軍當飛行員、攻讀工程學位以獲得成為太空人的資格。1973年，周瑞夫進入聖路易大學的帕克斯工程航空科技學院就讀:6，1976年獲得太空科技工程的理學士學位，並透過該學院的預備軍官訓練團加入空軍服役。
1977年1月15日，任官為少尉的周瑞夫分派到俄亥俄州賴特-帕特森空軍基地服勤。他的第一項軍中職務是工程官，負責項目為飛機推進結構的耐久性，後又在同個基地的航空系統科擔任推進裝置副主任，並於此期間的1979年1月15日升為中尉。1980年12月，他前往密西西比州哥倫布空軍基地的第14飛行訓練聯隊參加大學畢業生飛行學員訓練，1981年1月升任上尉、同年11月以優異成績結訓，1982年又分別在新墨西哥州霍洛曼空軍基地的434戰術戰機訓練中隊、愛達荷州山家空軍基地的389戰術戰機訓練中隊完成先導教練機訓練（1月－3月）和F-111戰鬥轟炸機訓練（5月－9月）。
1982年10月，周瑞夫派赴英國上黑福特皇家空軍基地服勤，在第79戰術戰機中隊擔任F-111E轟炸機機長、計劃官、助理小隊長和小隊長，接著改任第20戰術戰機聯隊綜合訓練隊（Consolidated Training Unit）的F-111E飛行教官。1985年10月至1986年4月間，他為了參加T-38教練機教官訓練課程，而至德克薩斯州蘭多夫空軍基地第12飛訓聯隊的第560飛訓中隊受訓，同年5月調回哥倫布基地，擔任第50飛訓中隊的小隊長、分隊長助理和第14聯隊標準檢驗暨評鑑單位的T-38組組長。

### 晉升校官

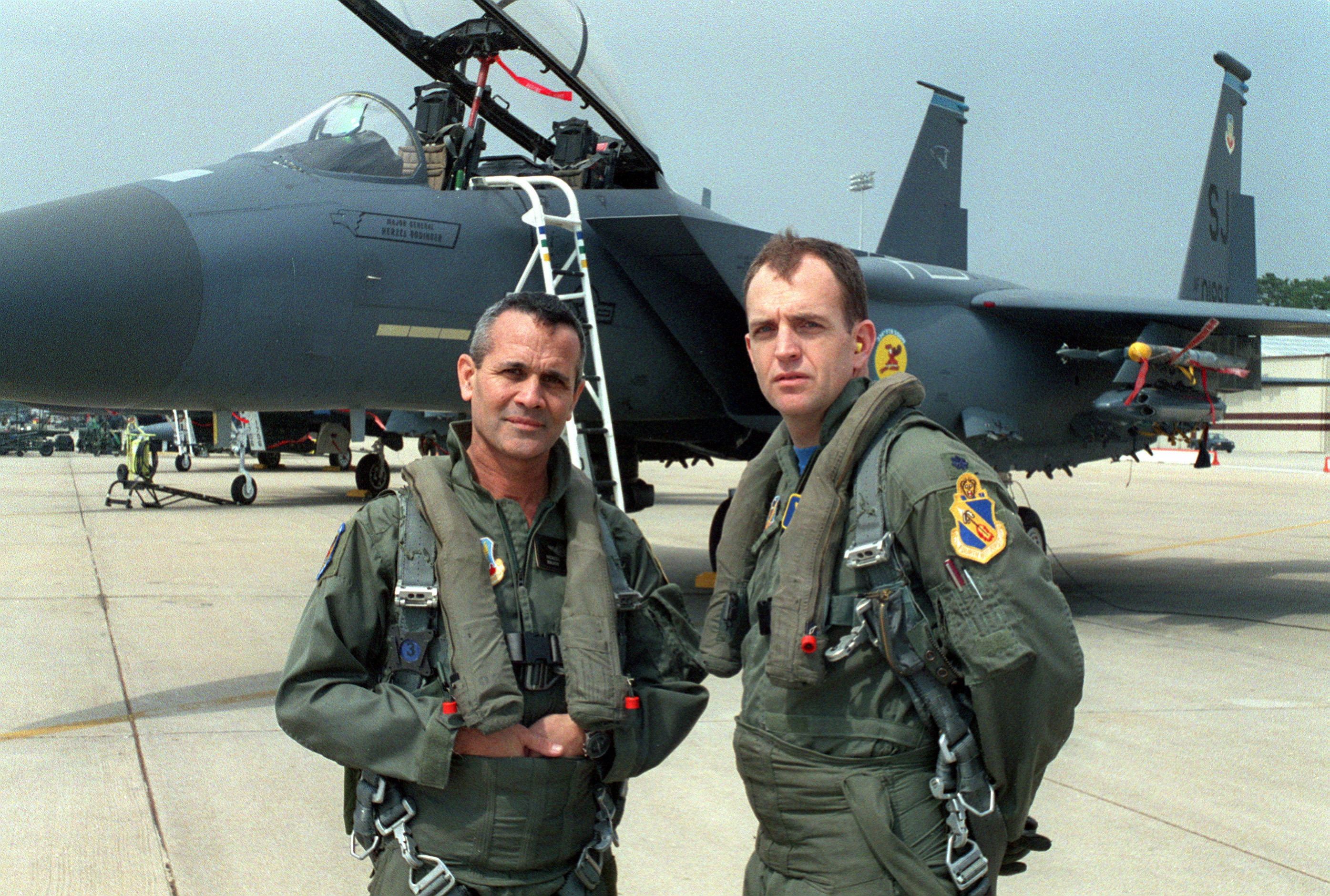
周瑞夫中校（右，美國空軍第335戰鬥機中隊任內）於西摩·強森空軍基地和訪美的以色列空軍司令赫茨爾·伯丁格少將合照，攝於1994年3月18日

1988年3月1日晉升少校後，周瑞夫在維吉尼亞州匡提科海軍陸戰隊基地的陸戰隊指揮參謀學院進修（1989年7月－1990年6月），又於亞利桑納州路克空軍基地第56戰機聯隊的第461戰術戰機中隊參與F-15E戰鬥轟炸機飛行訓練（1990年8月－12月）。1991年1月，他轉調北卡羅萊納州西摩·強森空軍基地的第4戰機聯隊，在第334戰機中隊任小隊長、助理作戰官，沙漠風暴行動結束後曾派駐沙烏地阿拉伯。1992年6月，他從334中隊改分發到韓國烏山空軍基地的第603空中管制中心中隊擔任戰機阻絕策略主任，並在駐韓期間的1993年5月1日升上中校。6月周氏從韓國返美，旋即前往路克空軍基地第56聯隊的第550戰術戰機中隊繼續進行F-15E飛行訓練。當他8月完訓後，於9月重回西摩·強森基地的334中隊擔任作戰官，並在1994年5月接任第4聯隊335戰機中隊的中隊長，1995年還率領該中隊部署到沙國支援南方守望行動。
1996年3月到7月間，周瑞夫調入第4聯隊的第4作戰大隊任特別助理，接著便成為華盛頓特區的美國國防大學國家戰爭學院學員，於1997年6月結業，並進入國防部聯合參謀部下的作戰處（Operations Directorate；）工作，擔任該部門的歐洲司令科（European Command Division）科長及聯合作戰科（Joint Operations Division）科長，並在1998年1月1日獲授上校軍銜。1999年9月離開國防部後，周於10月重返334中隊參加F-15E訓練，12月結訓並出任第4作戰大隊長，至2001年5月為止。此後他再次於蘭多夫基地560中隊的T-38教官課程中受訓2個月，繼而晉升謝潑德空軍基地的第80飛行訓練聯隊聯隊長，在任的2001年7月－2003年8月內還率領該聯隊執行歐洲－北約噴射機飛行員聯合訓練計畫（ENJJPT），為全球唯一一次多國性的人工駕駛飛行訓練計劃，參與國包括美國、英國、加拿大、德國、荷蘭、比利時、丹麥、挪威、義大利、西班牙、葡萄牙、希臘、土耳其等13個北約會員國。

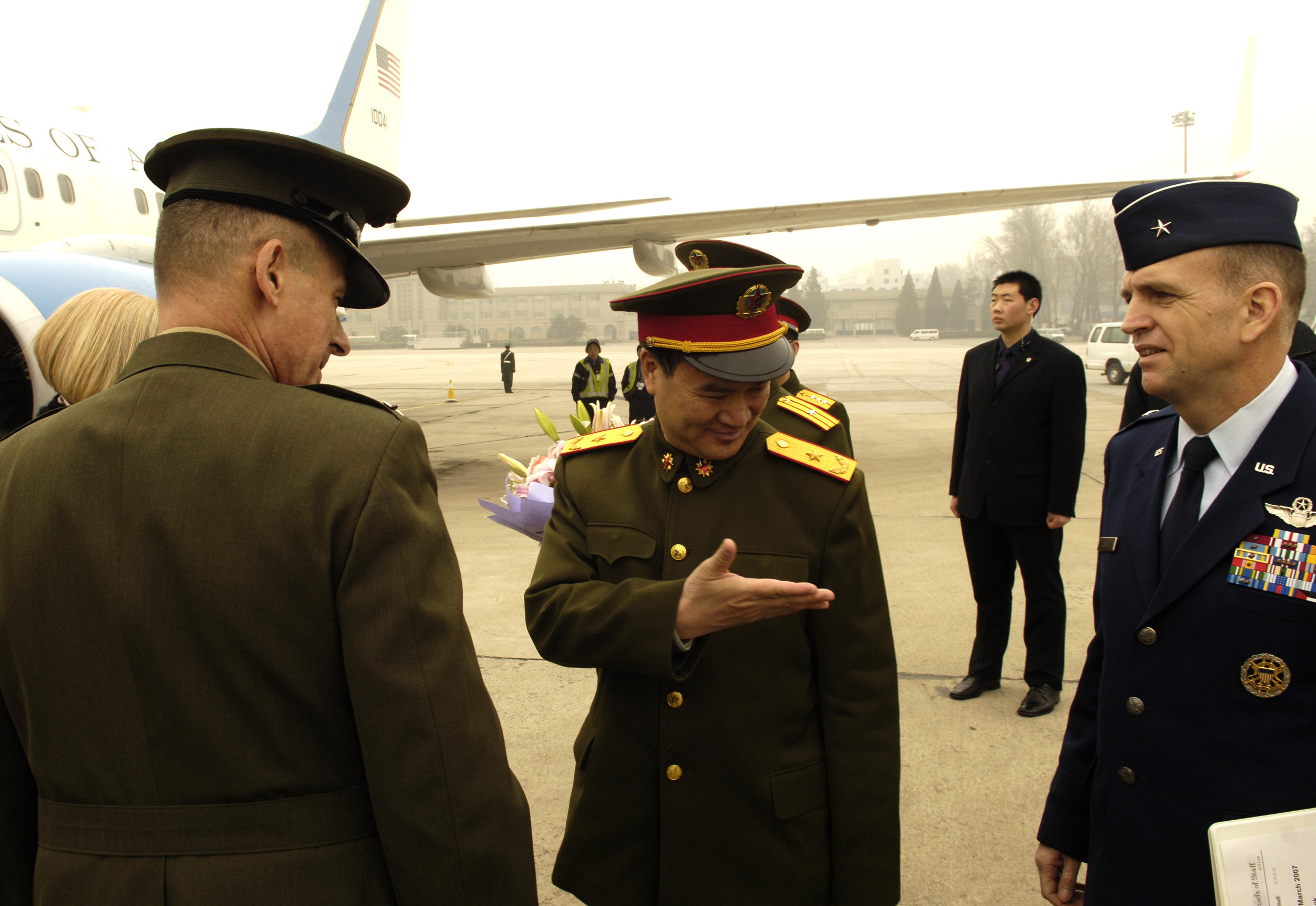
周瑞夫准將（右，駐華武官任內）在北京與中方人員迎接美國參聯會主席彼得·佩斯上將（左），攝於2007年3月22日。

### 晉升將官
2002年，周瑞夫獲美國總統喬治·布希提名准將，晉升名單送交參議院軍事委員會批准。由於他在2003年9月成為駐外國防武官候選人，因此進入美國國務院外交人員學院的漢語訓練班和國防情報局的聯合武官學校當學員。2004年7月1日，周正式升任准將，11月修畢武官課程，12月即赴美國駐華大使館履新，擔任美軍駐華首席軍職人員——大使館武官處（Defense Attaché Office）國防武官達兩年半。2007年6月結束武官任期離華後，周瑞夫調返華府，任美國空軍部國際事務助理副次長，並在任內的2008年4月29日升上少將，為空軍出身的美國駐華國防武官中首位升遷至准將以上者。
2008年8月6日，周瑞夫在華府的波林空軍基地接任華盛頓空軍軍區司令職位，該機構負責執行國家首都區內的空軍行動、支援跨軍種或跨部門行動、統合首都圈內的空軍指揮架構，同時也負責迎接進出首都的美國總統、第一家庭或外賓。周氏在14個月的司令任期內投身於數項計畫，他就任初期的目標之一是要編寫、完成新的戰略綱領，軍區指揮部的研究分析處（A9）在其委託下對組織進行整體研究，推斷空軍軍區的任務和未來展望需要整頓，而他也參與各項步驟、並協助下屬完成目標。2009年1月貝拉克·歐巴馬就職總統典禮舉辦時，周瑞夫領導的華府空軍軍區也於其中扮演要角，出動了1,300名以上的官兵支援儀式活動。2009年11月18日，周瑞夫從華盛頓空軍軍區司令位上離任，並奉美國空軍參謀長諾頓·施瓦茨上將之令，前往土耳其伊茲密爾接掌北大西洋公約組織盟軍航空司令部、兼任美國空軍第16航空遠征特遣隊司令，並在同年12月4日升為中將。他作為盟軍航空司令，負責指揮、管控、規劃、統整和執行北約南部地區所有航空相關任務。

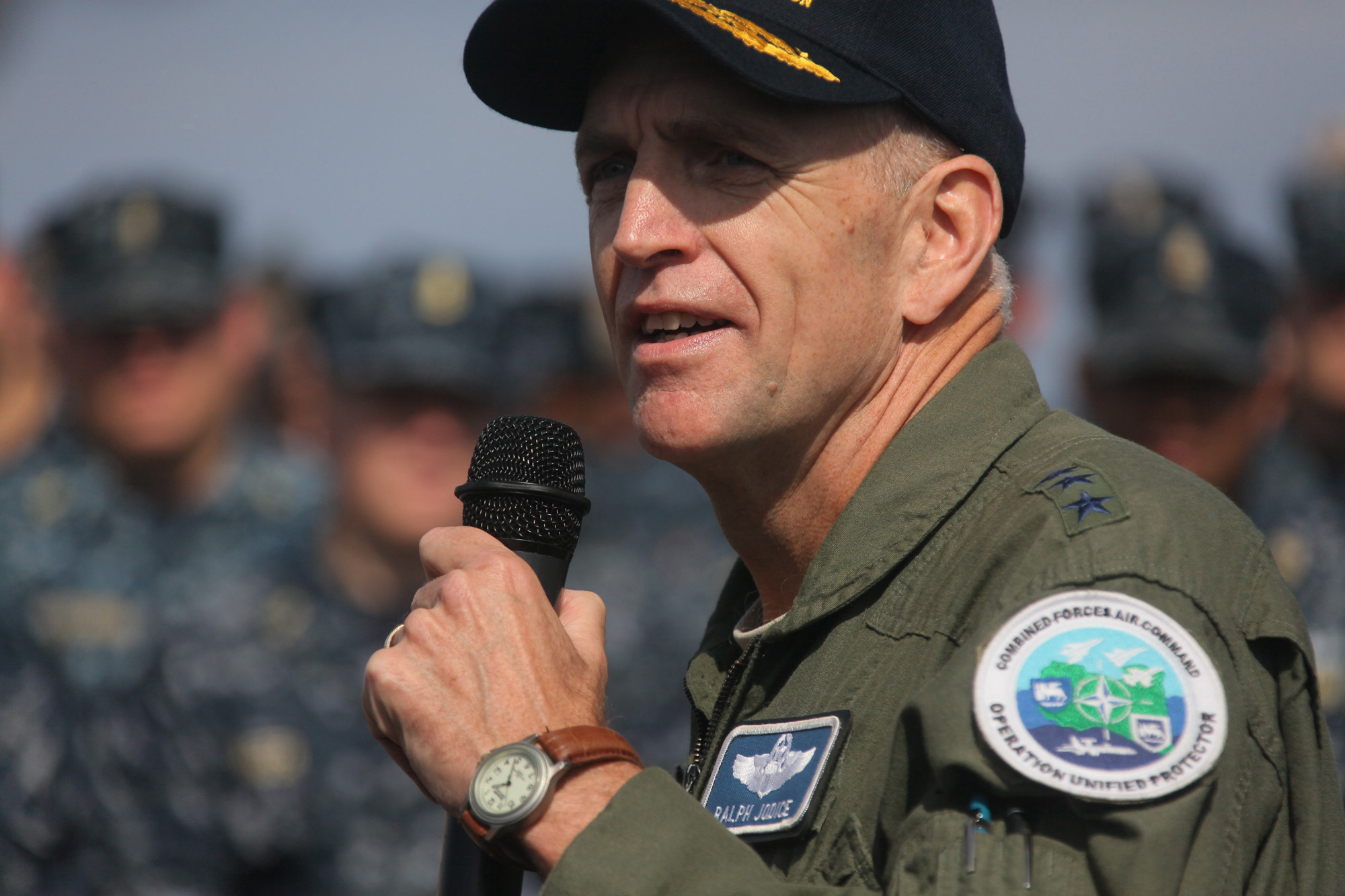
利比亞內戰期間的周瑞夫中將，在梅薩維德號兩棲船塢運輸艦上對美國海軍及美國海軍陸戰隊官兵發表演說，身上穿的空軍制服繡有「聯合保護者行動、聯合航空部隊司令」之袖章，攝於2011年10月14日

2011年2月利比亞戰爭爆發，美、法、英等國各自派兵入境干涉，但接著又決定將針對利比亞的行動統一移交給北約主導:24-25，後者自3月31日開始發起聯合保護者行動，由加拿大皇家空軍中將查爾斯·布沙爾擔綱行動指揮，周瑞夫和義大利海軍中將里納爾多·韋里則分別獲任為其下的聯軍航空部隊司令（CFACC）和海上部隊司令（MCC）:84,221。周氏在戰爭期間的任務聚焦於監督聯合國對利比亞的武器禁運、在利比亞上空實施禁飛管制，並保護平民免受地面部隊侵害，他上任之初仍和其司令部參謀們從伊茲密爾指揮空中作戰，但空中任務命令規劃、執行和分析等部門的人員卻部署在義大利波焦雷納蒂科的北約第5聯合空戰中心（CAOC 5）:137。周為了改善作戰計畫流程和決策所需情報，而決定統一兩者的辦公地點，自4月起將司令部移駐到波焦雷納蒂科:138:98。直至10月31日聯合保護者行動結束前，北約在利比亞的空中軍事任務均由他指揮。
2013年6月1日，伊茲密爾盟軍航空司令部為了因應北約結構組織的更新而正式裁撤，北約北區的航空任務和原先由該司令部負責的南區航空任務一律整併為德國拉姆施泰因空軍基地的航空司令部所屬業務，而周瑞夫也成為北約末任伊茲密爾盟軍航空司令。2013年6月28日，他的退役典禮在安那考斯蒂亞-波林聯合基地舉辦:1，並從7月1日起正式自退役。周氏服役36年內的總飛行時數達到3,500小時以上，並得到特級飛行員的資格。

## 個人生活
周瑞夫的妻子名為朱蒂（Judy）:7，兩人於1978年1月7日結婚:7，膝下共育有三子，分別為布萊恩（Brian）、雷夫（Ralph）和亞當（Adam）:8。周氏從空軍退役後是賓夕法尼亞州漢諾威的扶輪社社員，並在2015年出任該社的理事。

## 獎勵和勳章

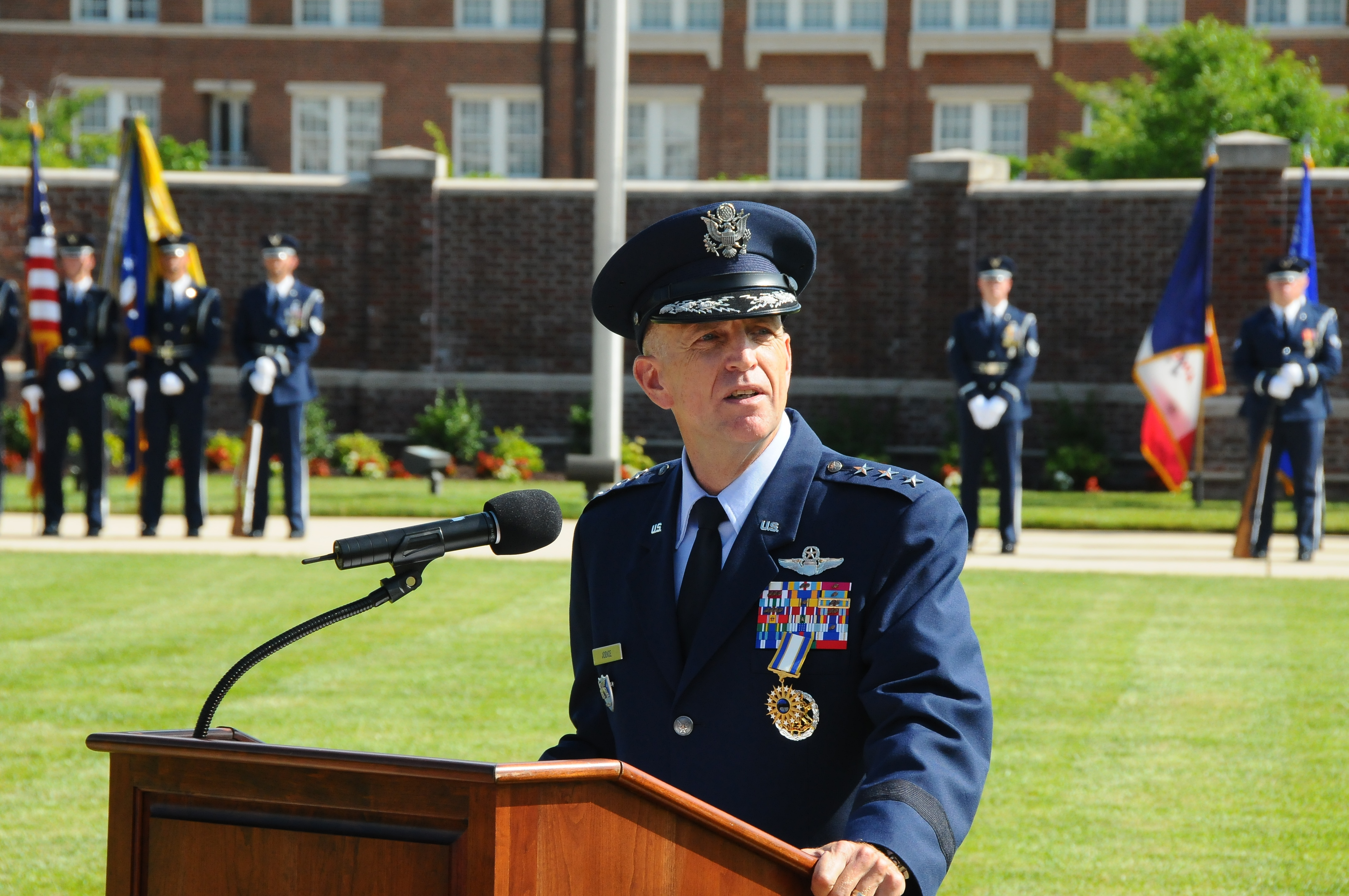
周瑞夫中將於安那考斯蒂亞-波林聯合基地發表退役演說，制服上別著他獲頒的勳表及徽章，左胸下部還加掛了一枚空軍傑出服役勳章。攝於2013年6月28日

以下列出周瑞夫獲頒的獎章和勳章：

| |                         |                                                   |
| | Bronze oak leaf cluster | Bronze oak leaf cluster                           |
| Bronze oak leaf cluster · Bronze oak leaf cluster · Bronze oak leaf cluster                           |                         | Bronze oak leaf cluster                           |
| | Bronze oak leaf cluster | Bronze oak leaf cluster · Bronze oak leaf cluster |
| Bronze oak leaf cluster · Bronze oak leaf cluster · Bronze oak leaf cluster · Bronze oak leaf cluster |                         | Bronze oak leaf cluster · Bronze oak leaf cluster |
| Bronze star                                                                                           | Bronze star             |                                                   |
| |                         | Bronze oak leaf cluster                           |
| Bronze oak leaf cluster · Bronze oak leaf cluster · Bronze oak leaf cluster                           |                         |                                                   |
| |                         |                                                   |
| |                         |                                                   |

| 美國空軍特級飛行員徽章                |                             |                                 |
| 空軍傑出服役勳章                      | 國防高階服役勳章 附銅橡葉章 | 功績勳章 附銅橡葉章             |
| 軍功勳章 附三枚銅橡葉章               | 航空獎章                    | 航空成就獎章 附銅橡葉章         |
| 聯合勤務嘉獎勳章                      | 空軍嘉獎勳章 附銅橡葉章     | 聯合功績部隊獎章 附二枚銅橡葉章 |
| 空軍優秀部隊獎章 附四枚銅橡葉章       | 銅星勳章                    | 戰備勳章 附二枚銅橡葉章         |
| 國防部服役獎章 附服役星章             | 西南亞服役獎章 附服役星章   | 反恐戰爭服役獎章                |
| 韓國防衛服役獎章                      | 空軍海外短期服役勳表        | 空軍海外長期服役勳表 附銅橡葉章 |
| 空軍長期服役獎章 附三枚銅橡葉章       | 空軍訓練勳表                | 北約軍功勳章                    |
| 北約非第五條款勳章 （聯合保護者行動） | 科威特解放勳章              | 法國榮譽軍團勳章                |
| 參謀長聯席會議職務證明章              |                             |                                 |